# پرلود

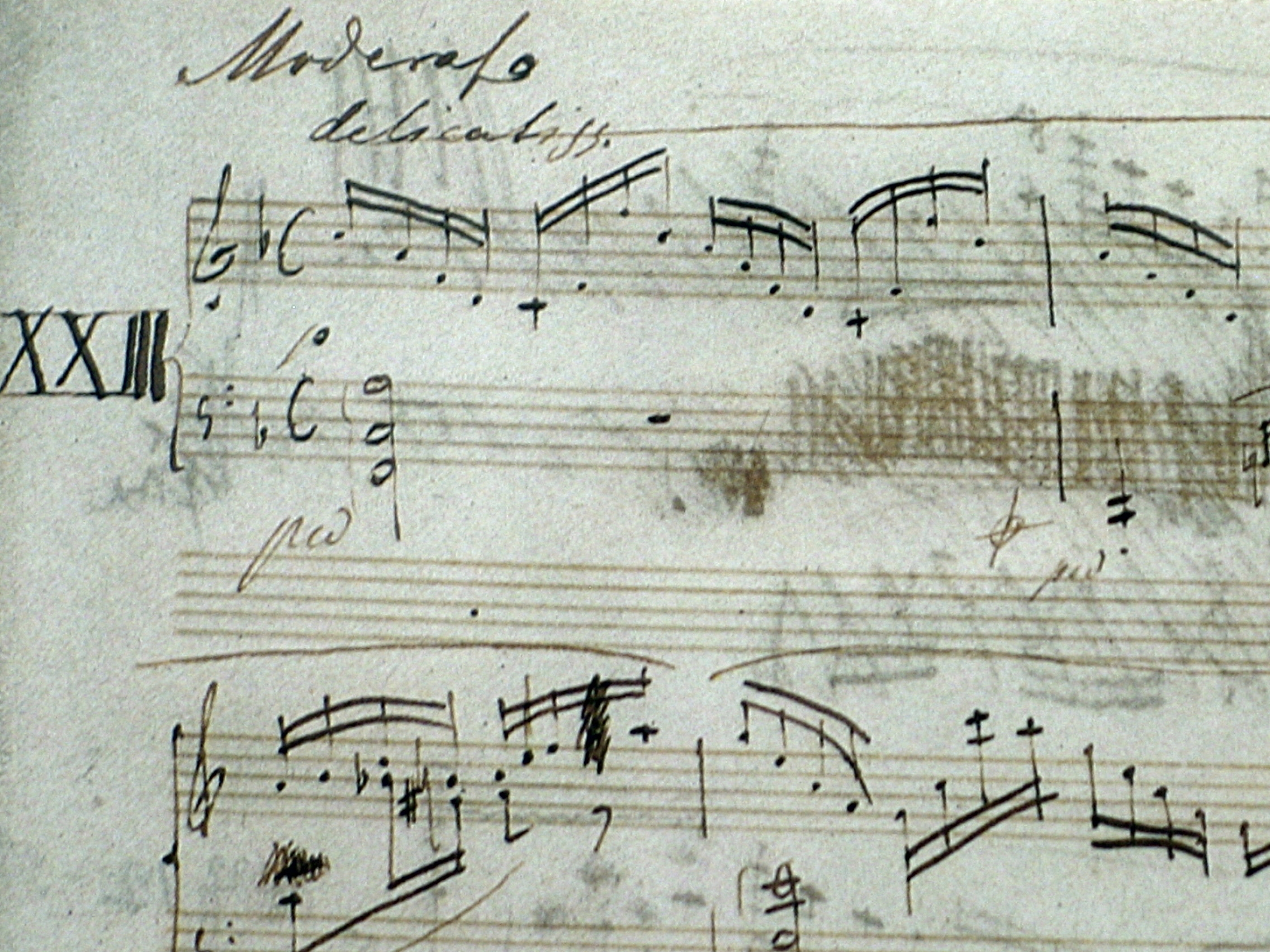
نت‌نوشته شوپن از پرلود شمارهٔ ۲۳ ساختهٔ خودش.

پِرِلود (به انگلیسی: Prelude) یک ساختهٔ موسیقایی است، که اغلب کوتاه و عموماً قبل از یک قطعهٔ طولانی دیگر نواخته می‌شود. این اصطلاح به‌طور کلی برای هر قطعه‌ای که قبل از اجرای موسیقی‌های مذهبی، غیرمذهبی و اپرا اجرا می‌گردد به کار برده می‌شود.
در قرن هفدهم ارگ‌نوازان به‌طور خاص شروع به نوشتن پرلودهایی با ساختار آزاد برای فوگهای پیچیدهٔ خود کردند.
برجسته‌ترین آهنگساز در این فرم، یوهان سباستین باخ، به هر پرلود شخصیت مجزای خویش را بخشیده: گاهی نزدیک به آریا و زمانی توکاتا و موسیقی رقص.
پرلودهای فردریک شوپن و کلود دبوسی، کوتاه و خود معرف و در شخصیت‌های جدا، اما در یک حال و هوای خاص نوشته شده‌اند. شوپن اتودهایی نوشته که از لحاظ ساختمانی اندکی با پرلودهای او تفاوت دارند. در حالی که پرلودهای دبوسی دارای عنوان‌های توصیفی خاطره‌انگیز و گاهی ساختار راپسودی مانندی هستند.
دمیتری شوستاکویچ نیز از آهنگسازانی‌ست که در قرن بیستم در این فرم قطعات شاخصی نوشته‌است.